# مستعر أعظم SN 2020fqv
كان المستعر الأعظم SN 2020fqv أحد المستعرات العظمى من النوع الثاني الذي حدث في مارس 2020 في المجرة الحلزونية NGC 4568 ، على بعد حوالي 60 مليون سنة ضوئية من الأرض . تم اكتشاف الانفجار بواسطة كل من مركبة زويكي العابرة والقمر الصناعي لمسح الكواكب الخارجية العابرة . تم الحصول على المشاهدات بواسطة تلسكوب هابل الفضائي قبل عامين بعد 26 ساعة فقط من انفجاره ، بالإضافة إلى العديد من الأجهزة الأخرى ، مما يوفر أول نظرة شاملة لمثل هذا الحدث.     
تم تصنيف النجم الذي انفجر أن كان عملاقا أحمرا فائقا يبلغ نصف قطره 800±100 R☉ (قطر الشمس) وكتلة وتزيد كتلته عن 15 كتلة شمسية ( 15±3 M☉ ) . المستعر الأعظم 2020fqv يعتبر نموذجي إلى حد ما لأسلاف المستعرات الأعظمية من النوع II. 